# Eschweilera rhododendrifolia
Eschweilera rhododendrifolia é uma espécie de lenhosa da família Lecythidaceae.
Apenas pode ser encontrada no seguinte país: Brasil, no Amazonas. Conhecida apenas perto de Manaus.
Está ameaçada por perda de habitat.